# Sérgio Krzywy
Sérgio Krzywy (* 30. Juni 1952 in Palmeira, Paraná, Brasilien) ist ein römisch-katholischer Geistlicher und Bischof von Araçatuba.

Wappen von Sérgio Krzywy.

## Leben
Sérgio Krzywy empfing am 28. Dezember 1983 durch den Bischof von Assis, Antônio de Souza CSS, das Sakrament der Priesterweihe.
Am 26. Mai 2004 ernannte ihn Papst Johannes Paul II. zum Bischof von Araçatuba. Der Erzbischof von Curitiba, Pedro Antônio Marchetti Fedalto, spendete ihm am 14. August desselben Jahres die Bischofsweihe; Mitkonsekratoren waren der Erzbischof von Botucatu, Aloysio José Leal Penna SJ, und der Bischof von Assis, Antônio de Souza CSS.